# Zosterops tenuirostris
Zosterops tenuirostris là một loài chim trong họ Zosteropidae.